# Hán Nam
Hán Nam (tiếng Trung: 汉南区, Hán Việt: Hán Nam khu) là một quận của thành phố Vũ Hán (武汉市), thủ phủ tỉnh Hồ Bắc, Cộng hòa Nhân dân Trung Hoa. Hán Nam có diện tích 288 km2, dân số năm 2004 là 100.000 người. Quận Hán Nam được chia ra 5 nhai đạo: Sa Mạo, Ngân Liên, Hán Nam, Dông Thành Viện, Ô Kim và 1 trấn Trịnh Nam.